# 编排 (计算机)
编排（英語：orchestration/choreography）是对计算机系统和软件的自动化配置、协调和管理。

## 使用
编排通常被讨论为拥有一个与生俱来的（inherent）智能或隐含的（implicitly）自主性，但这更多的是一种愿望或类比，而不是技术上的描述。事实上，编排更多的是自动化技术的影响或部署控制理论的元素的系统。
“编排”的说法常常在有关面向服务的架构（Service Oriented Architecture，简称SOA）、虚拟化（virtualization）、服务开通（provisioning）和动态数据中心（dynamic datacenter）的话题的上下文中被讨论。编排在这个意义上说是关于对准与应用程序，数据，和基础设施的商务请求。。它通常被作为一个时髦词来使用。
一个稍有不同的用法是有关通过万维网服务（web service）交互，协调一个信息的交换的处理过程。（参见面向服务的架构和万维网服务编排（web service choreography））。将编排层（orchestration layer）从服务层（service layer）中分离出来的应用程序，有时候被称为敏捷应用程序（agile applications）。
英文詞彙 orchestration 和 choreography 直譯分別是「（管弦樂）編曲」和「編舞」。當兩者沒有明顯區別而混用時，都翻譯為「編排」尚可接受。然而，當這兩個詞同時出現且意涵不同時，orchestration 通常強調的是統一與掌控，服務的運作集中且受控（通常由指揮者主導），溝通方式也較為直接；而 choreography 則側重於分工與協作，服務之間相對獨立（舞者經常需要即時協調），溝通方式則較為間接。

## 举例
- 动态VOS（ActiveVOS） （页面存档备份，存于） 建立在业务过程执行语言（BPEL）、人员业务过程执行语言（BPEL4People）和WS-Human 任务开放标准上，以允许开发者拥有编排各种系统和业务的能力。
- 阿帕奇编排指挥引擎（Apache ODE） （页面存档备份，存于）（Orchestration Director Engine）是一个遵循WS-BPEL 1.1 和 2.0 的业务流程管理（business process management，简称BPM）引擎，它支持两个通信层：一个是基于阿帕奇中心线2（Apache Axis2）（Web服务HTTP传输），而另一个是基于爪哇业务集成（JBI）标准（使用阿帕奇业务融合（Apache ServiceMix））。它有能力做热部署（Hot-deployment），特点是拥有一个用于处理流程、实例和消息的管理接口。
- 甲骨文BPEL流程管理器（Oracle BPEL Process Manager） 提供一个基于BPEL标准，用于很容易地设计、部署、监视和管理框架。BPEL流程管理器是甲骨文SOA套件中的业务编排解决方案（service orchestration solution）。
- 互联语音媒体交换（Intervoice Media Exchange） （页面存档备份，存于） 包含一个编排引擎，这个引擎被设计用于发起管理媒体交互。它是业界第一个拥有已实现的状态图可扩展描述语言（State Chart eXtensible Markup Language，简称SCXML）作为框架，来实现复杂多模型交互的商用产品。
- 信息总线公司业务工作（TIBCO BusinessWorks） （页面存档备份，存于） 是一个非常实用的，支持BPEL、Web服务、公共集成活动和编排、集成和转换工具，以及编排流程模型化的工具。
- 微软业务洽谈服务器（Microsoft BizTalk Server） 含有一个常用于业务流程管理的编排引擎，允许开发者快速编排包括多种不同类的系统的复杂业务流程。
- 网络元子企业包（NetBeans Enterprise Pack） 是一个开源SOA工具，它包含一个BPEL可视化设计器和运行时环境，允许用户编排Web服务。
- Orc语言 是一个用于描述和实现编排的学术语言。
- 国际商业机器公司网络球体流程服务器（IBM WebSphere Process Server） 包含一个编排引擎，能够执行BPEL。
- 微服务分布式事务 Saga 包含有三种编排模式：编控式（orchestration）、编协式（choreography）和混合模式。